# .mr
.mr (Mauritânia) é o código TLD (ccTLD) na Internet para a Mauritânia.